# Академски парк
Академски парк се налази у најужем центру Београда (у старом градском језгру) у склопу Студентског трга.

## Локација
Парк се налази преко пута Капетан-Мишиног здања, седишта Ректората Универзитета у Београду, док са друге стране излази на зграду некадашњег Природно-математичког факултета. На овој локацији пронађени су значајни археолошки остаци, како предмети за свакодневну употребу, тако и скуплтуре, али и римске терме које датирају из II и III века. Налазиште је затрпано. Површина парка је 1ha 45a 90m². Граница парка се поклапа са оградом, постављеном око парка.

## Историјат
Био је познат и као Панчићев парк, а назива се још и Студентски парк, као и Академски парк. У току турске владавине овде је било турско гробље, које је уклоњено половином 19. века. 
Потом је на једном делу данашњег парка направљена највећа и најпознатија пијаца (уклоњена тек 30-их година 20. века). 
Први урбаниста Београда, Емилијан Јосимовић, сматрао је да овом простору доликује нешто репрезентативније од пијаце, па је након 1869. године, када су почели радови на регулацији, скратио Велику пијацу за половину, а преостали део је претворио у парк.
Интересантно је да је пијаца померена нешто ниже, на место где је данас Основна школа "Михајло Петровић Алас", непосредно испод Музеја Вука и Доситеја. Та пијаца је била позната под именом "Јованова пијаца". Нестала је изградњом поменуте школе.
Прве урбане контуре парк добија крајем 19. века, када је у њему откривен споменик Јосифу Панчићу, а дефинитивно је уобличен 30-их година 20. века преношењем споменика Доситеју Обрадовићу са Калемегдана и подизањем садашње барокне ограде.
Споменик Јосифу Панчићу је постављен 1897. године а његов аутор је српски вајар Ђорђе Јовановић. Споменик Доситеју Обрадовићу је откривен 9. јуна 1914. на улазу у Калемегдански парк, а његов аутор је вајар Рудолф Валдец.
Током 2012. године урађена је реконструкција комплетног парка. Тротоари су, уз комплетан парковски мобилијар, замењени новим.
- Разгледница Београда, "Краљев трг и Берза", 1938. година
- Парк 1890. године
- Академски парк након обнове 2012. године
- Један од улаза у парк

## Геолошке карактеристике
Терен је панонски глиновит - лапоровит, са лапоровитим седиментима. Има наслага леса и делувијалне песковите глине. Укупна дебљина седимената је до 10 m, дебљина леса је 3–5 m. Детектоване су подземне воде.

## Дендрофлора
Академски парк је, са становишта ботаничке вредности, значајан јер се унутар мале површине налази 21 врста дрвећа. У парку су застуљени: софора (Sophora japonica L.) у 17 примерака, дивљи кестен (Aesculus hippocastanum L.) у 15 примерака, гледичија (Gleditsia triacanthos L.) у 12 примерака, Јаворолисни платан (Platanus acerifolia Wild.) у 5 примерака, неколико врста четинара, од којих је најзаступљенији Атласки кедар (Cedrus atlantica Man.) у 23 примерка, као и по један примерак гинка (Ginko biloba L.), горског јавора (Acer pseudoplatanus L.), те још неколико врста, претежно лишћара.
Улога дендрофлоре је изузетно значајна, јер су њени утицаји вишеструку. Поред утицаја на микроклиму, дрвеће задржава радијацију, а утиче и на прочишћавање ваздуха од загађења. Четинари имају бактерицидно дејство.
У северозападном делу парка се до 2008. године налазио последњи од неколико примерака Софоре (Sophora japonica L.) који је датирао од самогформирања „Малог парка”. Био је то најстарији примерак своје врсте у Београду, а претпоставља се и у Србији. Због лошег здравственог стања, након низа покушаја санације, из безбедносних разлога је 2008. године посечено стабло. Након сече, пањ је искоришћен као модел помоћу ког је у бакру изливен доњи део скулптуре „Клупа Софора”, док је сама клупа направљена од дрвета посечене софоре. Клупа Софора је дело вајара Богдана Вукосављевића. Изливена 2009. године, а затим и постављена годину дана касније, и данас представља једно од карактеристичних обележја Академског парка.
- Студентски парк, мај 2023.
- Стабло липе, једно од заштићених стабала у парку
- Табла у парку
- Табла у парку
- Ограда око Универзитског парка архитекте Милутина Борисављевића

## Клима
Температура у парку је увек за 2-3 °C нижа у току летњих месеци, а виша у току зимских, јер дрвеће задржава топлоту. Влажност ваздуха утиче на температуру, а регулише га вегетација парка. Средња температурна вредност је 11,5 °C.

## Споменик природе
Академски парк је категорисан као значајно природно добро, а режим заштите је III степена. Посебно заштићена врста на простору парка било је стабло софоре све до 2008. када је из безбедносних разлога посечено и од ње направљена клупа.

## Галерија
- Споменик Доситеју Обрадовићу
- Споменик Доситеју Обрадовићу
- Споменик Јовану Цвијићу
- Споменик Јосифу Панчићу
- Клупа Софора